# Joyce Vincent
Joyce Carol Vincentová (19. října 1965 Hammersmith, Londýn – prosinec 2003? Londýn) byla britská žena, jejíž smrt nikdo nezaznamenal po celé dva roky.
Důvodem tohoto stavu bylo, že přerušila všechny vztahy se svými rodinnými příslušníky i známými. V roce 2001 dala výpověď v zaměstnání a přestěhovala se do domu pro oběti domácího násilí. Po přestěhování se přestala stýkat s rodinou i přáteli. Zemřela ve své posteli pravděpodobně v prosinci 2003. Její pozůstatky byly objeveny až 25. ledna 2006, přičemž za příčinu smrti byl označen astmatický záchvat či komplikace peptického vředu. Její život a smrt byly tématem dramatického dokumentárního filmu Sny o životě (2011). Film i její život byl inspirací pro hudebníka Stevena Wilsona, pro vydání alb Hand. Cannot. Erase..

## Život
Narodila se v Hammersmithu dne 19. října 1965 a vyrostla poblíž Fulhamova paláce. Její rodiče se přistěhovali do Londýna z Grenady. Její otec Lawrence byl tesařem afrického původu a její matka Lyris byla původem z Indie. Její matka zemřela po operaci, když Joyce bylo jedenáct let. Její čtyři starší sestry převzaly odpovědnost za její výchovu. Měla napjatý vztah se svým emocionálně vzdáleným otcem, který, jak tvrdila, zemřel v roce 2001 (ve skutečnosti zemřel až v roce 2004). Navštěvovala Melcombskou základní školu a školu pro dívky Fulham Gilliatt. V šestnácti letech školu opustila.
V roce 1985 začala pracovat jako sekretářka ve společnosti OCL v Londýně. Poté pracovala u společnosti C.Itoh. Po odchodu z této společnosti nastoupila do společnosti Ernst & Young, kde čtyři roky pracovala na finančním oddělení. V březnu 2001 podala z neznámých důvodů výpověď. Následující čas strávila doma v Haringey a pracovala jako uklízečka v podřadném hotelu. Během tohoto období se odcizila od své rodiny. Dle spekulací, se buď styděla za to, že je obětí domácího násilí, nebo nechtěla, aby ji násilník našel.
Jako oběť domácího násilí byla únoru 2003 přemístěna do domova ve Wood Green Shopping City. Byty v tomto domě vlastnila společnost Metropolitan Housing Trust a byly zpravidla obývány oběťmi domácího násilí. V listopadu 2003 byla po dobu dvou dnů hospitalizována kvůli peptickému vředu.

## Smrt
Zemřela z neznámých příčin pravděpodobně v prosinci 2003. Trpěla astmatem a astmatické záchvaty nebo komplikace spojené s peptickým vředem, byly považovány za možnou příčinu úmrtí. Její pozůstatky byly patologem popsány jako „převážně skeletální”. Ležela na zádech vedle nákupní tašky obklopené vánočními dárky. Sousedé předpokládali, že byl byt prázdný a zápach rozkládajícího se těla připisovali blízkým odpadkovým košům. Okna bytu neumožňovala přímý pohled do ložnice. Tuto městskou část také navštěvovala mládež, čímž si sousedé vysvětlovali neustálý hluk televize, která hrála z jejího bytu. Polovina nájemného byla automaticky vyplácena společnosti Metropolitan Housing Trust a tak úředníci věřili, že je Joyce stále naživu. V průběhu dvou let se ale dluh na nájemném vyšplhal na 2 400 liber a tak majitelé bytu se rozhodli ji upozornit. Její tělo bylo objeveno dne 25. ledna 2006, kdy soud umožnil vstup do bytu. Televize i topení stále fungovalo, protože účty byly průběžně placeny automatickými debetními platbami.
Joyciny ostatky neumožnily provést úplnou pitvu a identifikaci a tak musely být identifikovány pomocí stomatologických záznamů. Policie šetření uzavřela s tím, že k úmrtí došlo přirozenou cestou, protože nebylo nalezeno nic, co by naznačovalo, že se jednalo o trestný čin. Hlavní dveře byly zamčené a bez známek poškození. V době smrti snad měla Joyce přítele, ale nepodařilo se ho nalézt. Její sestry si najaly soukromého detektiva, aby ho našel, ale tyto pokusy se ukázaly jako neúspěšné. Detektiv nalezl původní dům, kde bydlela a kam ji rodina posílala dopisy. Když nepřicházela odpověď, předpokládali, že s nimi přerušila kontakt úmyslně. Glasgow Herald napsal: „...její přátelé ji znali jako někoho, kdo utíkal před problémy, které měla v práci...”.

## Sny o životě
V roce 2011 byl natočený film Sny o životě, napsaný a režírovaný Carol Morleyovou a Zawe Ashtonovou, která ztvárnila Joyce Vincentovou. Morleyová vedla rozhovory s lidmi, kteří ji znali. Popsali ji jako krásnou, inteligentní, společensky velmi aktivní ženu s velkými cíli, o které předpokládali, že v budoucnu bude mít lepší život než doposud.